# Concorso di reati
Il concorso di reati si riferisce all'ipotesi prevista dal diritto penale, in cui un unico soggetto è al contempo responsabile di più reati. In Italia il fenomeno è disciplinato dagli articoli 71 e seguenti del codice penale, nei quali si distingue tra concorso materiale di reati e concorso formale di reati.

## Concorso materiale
Il concorso materiale si ha nell'ipotesi che uno stesso soggetto con più azioni od omissioni (ovvero "condotte") commette una pluralità di reati (ad esempio quando Tizio con diversi colpi di pistola uccide più persone). Il concorso materiale si definisce "omogeneo" quando il soggetto commette più violazioni di una stessa norma penale; si definisce "eterogeneo" quando si violano norme diverse con molteplici condotte (ad esempio Tizio che compie una rapina in un ufficio postale e ruba un’auto successivamente per assicurarsi la fuga).
Il codice penale punisce duramente il concorso materiale dei reati, adottando il cumulo delle pene, rispondente al principio tot crimina tot poenae secondo cui il reo risponderà della somma delle pene previste per i singoli reati; tale asprezza di trattamento è però temperata dalla previsione di alcuni limiti, la pena non può superare i 30 anni se si tratta di reclusione, i 5 anni se si tratta di arresto e comunque il quintuplo della pena più grave.

## Concorso formale
Si ha concorso formale (o ideale) di reati quando un medesimo soggetto con una sola condotta commette più reati (ad esempio quando Caio ingiuria una platea). Si ha concorso formale eterogeneo quando si commettono fattispecie di reati diversi (per esempio: il padre che stupra la figlia commette con una sola condotta i reati di stupro e incesto). Si parla di concorso formale omogeneo quando la condotta si riconduce allo stesso reato, commesso più volte (per esempio: l'esplosione di un ordigno che cause la morte di più persone). Il trattamento sanzionatorio del concorso formale è meno rigoroso di quello previsto per il concorso materiale. Nel primo caso infatti si applica il cumulo giuridico secondo cui va applicata la pena prevista per il reato più grave, aumentata fino al triplo, nel secondo il "cumulo materiale temperato", con la previsione appunto di una "attenuazione" di pena. Tale trattamento più mitigato è stato introdotto nel 1974 con la legge 7 giugno 1974 n.220, che ha sostituito il cumulo materiale previsto in origine dal Codice Rocco sia per il concorso formale sia per il concorso materiale.
La stessa riforma ha esteso l'applicazione del cumulo giuridico anche al reato continuato.

## Concorso apparente
Si ha concorso apparente quando la molteplicità di reati è solo apparente, in quanto la violazione della norma penale è sostanzialmente unica.
Ad esempio: Tizio vuole uccidere Caio a coltellate, non risponderà sia di lesioni che di omicidio, ma soltanto per omicidio; questo perché secondo l'esposto dell'art 84 (reato complesso) le disposizioni riguardanti il concorso formale e materiale non si applicano quando la legge considera come elementi costitutivi, o come circostanze aggravanti di un solo reato, fatti che di per sé costituirebbero, per sé stessi, reato.

## Approfondimento teorico
Il fenomeno del concorso di reati è ricco di risvolti teorici particolarmente complessi, essendo com'è al centro di uno dei dibattiti più lunghi e controversi della scienza penale contemporanea.
Tale dibattito prende le mosse dalla seguente domanda: quando l'azione è unica e quando è possibile parlare di pluralità di azioni?
Secondo Francesco Antolisei, l'azione (es., l'uccidere con un pugnale) è costituita da singoli atti (le singole pugnalate): in base a questa distinzione, è possibile affermare che l'azione ha carattere unitario quando si sia in presenza di un legame finalistico fra gli atti e tali atti siano altresì caratterizzati dalla cosiddetta contestualità (cioè si susseguano nel tempo senza apprezzabile interruzione). Inoltre, secondo l'illustre giurista, parlare di unità di azione non deve far trascurare l'aspetto che si è comunque in presenza di più fatti tipici o eventi (ad esempio, chi uccide incendiando la macchina nella quale si trova la vittima). Il concorso ideale (o formale) di reati prevederebbe allora una pluralità di fatti o eventi, i quali hanno in comune (in modo totale o parziale) l'azione, o l'omissione, cioè il processo esecutivo.
Secondo Fiandaca e Musco, ad unità di azione, però, non sempre corrisponde unità di reati, ad esempio:
- chi rubi un'arma al fine di costringere, per suo mezzo, la vittima ad avere un rapporto sessuale, compirebbe senz'altro due diversi reati, ossia il furto e la violenza sessuale.

Inoltre, laddove la fattispecie incriminatrice tuteli beni altamente personali (quali, ad esempio, la vita o l'integrità fisica), si verifica sempre una pluralità di reati: se, con la medesima azione, si ledano soggetti passivi diversi (per esempio, una bomba che esplode uccidendo più passanti).
Diversamente, laddove la fattispecie tuteli beni giuridici diversi da quelli altamente personali, una medesima azione non sempre integra una pluralità di reati (ad esempio, il furto di un oggetto che appartiene a più proprietari). Per stabilire se ci trovi in presenza di un concorso formale omogeneo, e non di un unico reato, il criterio fondamentale accolto dalla giurisprudenza, è quello della molteplicità delle offese al bene giuridico tutelato dalla norma incriminatrice. 
Ad esempio: Se lanciando una granata si uccidono o si feriscono più persone, si producono più offese ai beni della vita o della integrità fisica, con conseguente concorso di reati di omicidio

### Testi normativi
- Codice Penale

| Controllo di autorità | Thesaurus BNCF 31617 · LCCN (EN) sh85029414 · BNF (FR) cb12374488q (data) · J9U (EN, HE) 987007545620905171 |